# Edda
Eddas, Edas ou simplesmente Edda, é o nome dado a duas coletâneas distintas de textos do séc. XIII, encontradas na Islândia, e que permitiram iniciar o estudo e a compilação das histórias referentes aos deuses e heróis da mitologia nórdica e germânica: A Edda em prosa e a Edda em verso.

## Eddas da mitologia nórdica
As Eddas são partes fragmentárias de uma antiga tradição escandinava de narração oral (atualmente perdida) que foi recompilada e escrita por eruditos que preservaram uma parte dessas histórias.
São duas as compliações: a Edda em prosa (conhecida também como Edda Prosaica ou Edda de Snorri) e a Edda em verso (também chamada Edda Poética ou Edda de Saemund):
- Na Edda em verso se recompilam poemas muito antigos sobre deuses e heróis da mitologia nórdica antiga, de autores desconhecidos, organizada por um autor anônimo até 1250.[4]
- A Edda em prosa foi uma coletânea literária religiosa de Snorri Sturluson (1179 - 1241) até os anos 1220 ou 1225. Não só poemas, dado o fato de estarem em prosa. Conta com muitas recomendações para poetas, já que o poeta guerreiro islandês Snorri tentava, com essas recompilações em prosa, ajudar na formação de poetas no estilo tradicional escandinavo, uma forma de poesia que data do século IX, muito popular na Islândia.[5]

Existe um número de teorias referentes à origem do termo Edda. Uma teoria sustenta que essa é uma palavra idêntica à que, em um antigo poema nórdico (Rígthula), parece significar "a bisavó". Outra teoria argumenta que Edda significa "poética". Uma terceira teoria defende que o termo significa "O livro de Oddi", sendo Oddi o lugar onde Snorri Sturluson foi educado.